# Співак Олександр Сергійович
Олександр Сергійович Співак (нар. 6 січня 1975, Жданов, Донецька область, Українська РСР, СРСР) — колишній український та російський футболіст, що грав на позиції нападника.
Значну частину кар'єри провів у складі петербурзького «Зеніта», разом з яким ставав чемпіоном Росії та володарем кубка ліги. Також провів три матчі за національну збірну України.

## Клубна кар'єра
Народився в місті Жданов, сучасний Маріуполь. Почав грати у футбол в 10 років. Вихованець футбольної школи «Новатор» (Жданов) та Училища олімпійського резерву (Донецьк). Перший тренер — І. Бризгін.
У дорослому футболі дебютував 1992 року виступами за «Сілур» (Харцизьк), який виступав у Перехідній лізі — четвертому за рівнем дивізіоні. В команді виступав до кінця 1993 року, взявши за цей час участь у 33 матчах чемпіонату, в яких забив три голи.
На початку 1994 року відправився за кордон, підписавши контракт з учасником польської Екстракласи «Сталлю» (Мелець), в якій грав до кінця сезону, зігравши 16 матчів в чемпіонаті.
Влітку 1994 року повернувся на батьківщину, підписавши контракт з першоліговим СК «Одеса», проте провів в команді лише два місяці, після чого став гравцем іншої одеської команди — «Чорноморця», у складі якого зіграв до кінця чемпіонату, ставши віце-чемпіоном України і дійшов до півфіналу кубку.
Влітку 1995 року став гравцем «Шахтаря» (Донецьк), у складі якого ще двічі ставав віце-чемпіоном України, а 1997 року виграв і свій перший трофей — кубок України, зігравши того року у 6 матчах турніру, в тому числі і у фіналі. Щоправда вже з сезону 1997/98 футболіст втратив місце в основі і грав здебільшого за друголіговий «Шахтар-2», а також здавався в оренду в першолігову «Сталь» (Алчевськ).
У сезоні 1998/99 Співак виступав у вищоліговій «Зірці» (Кіровоград), а у наступному — за «Металург» (Запоріжжя).
Влітку 2000 року перейшов до петербурзького «Зеніту», за який відіграв 7 сезонів. Більшість часу, проведеного у складі «Зеніта», був основним гравцем атакувальної ланки команди. Довгий час був штатним пенальтистом команди. Разом з пітерцями вигравав чемпіонат Росії 2007 року і Кубок Прем'єр-ліги у 2003. 2006 року в зв'язку з лімітом на легіонерів були змушений прийняти громадянство Росії. Влітку 2007 року був виставлений на трансфер та незабаром оголосив про завершення кар'єри. 
На початку 2008 року Співак підписав дворічний контракт з «Ростовом». Однак у лютому клуб відмовився від гравця, і Співак вирішив завершити ігрову кар'єру. 
У травні 2008 року футболісту надійшла пропозиція від петербурзького «Динамо», Яке виступало на той момент в зоні «Захід» другого дивізіону. Гравець взяв час на роздуми, і існувала ймовірність його повернення у великий футбол. Проте футболіст не став відновлювати кар'єру, і ця новина продовження не отримала. 

## Виступи за збірну
Протягом 1996–1997 років виступав за молодіжну збірну України, зігравши за цей час у 8 іграх.
2 червня 2001 року дебютував в офіційних іграх у складі національної збірної України в матчі-кваліфікації на ЧС-2002 проти збірної Норвегії, вийшовши на 59 хвилині замість Андрія Воробея. Через два місяці, 15 серпня, Співак знову одягнув футболку національної збірної. Цього разу у товариській грі проти збірної Литви, відігравши перший тайм, після чого в перерві був замінений на Сергія Шищенка.
Після цього за збірну Олександр не грав більше року і лише 7 вересня 2003 року зіграв у матчі-кваліфікації на Євро-2004 проти збірної Вірменії, вийшовши на 69 хвилині замість Геннадія Зубова. Ця третя гра стала останньою для Співака у футболці збірної України. А 2006 року, прийнявши зі своїм співвітчизником та одноклубником Олександром Горшковим російське громадянство, втратив право виступати за збірну. 

## Досягнення
- Володар Кубка України: 1997
- Срібний призер чемпіонату України: 1995, 1997, 1998
- Бронзовий призер чемпіонату Росії: 2001
- Володар Кубка Прем'єр-Ліги Росії: 2003
- Срібний призер чемпіонату Росії: 2003
- Чемпіон Росії: 2007